# Saint John's (île de Man)
Pour les articles homonymes, voir Saint John's (homonymie).

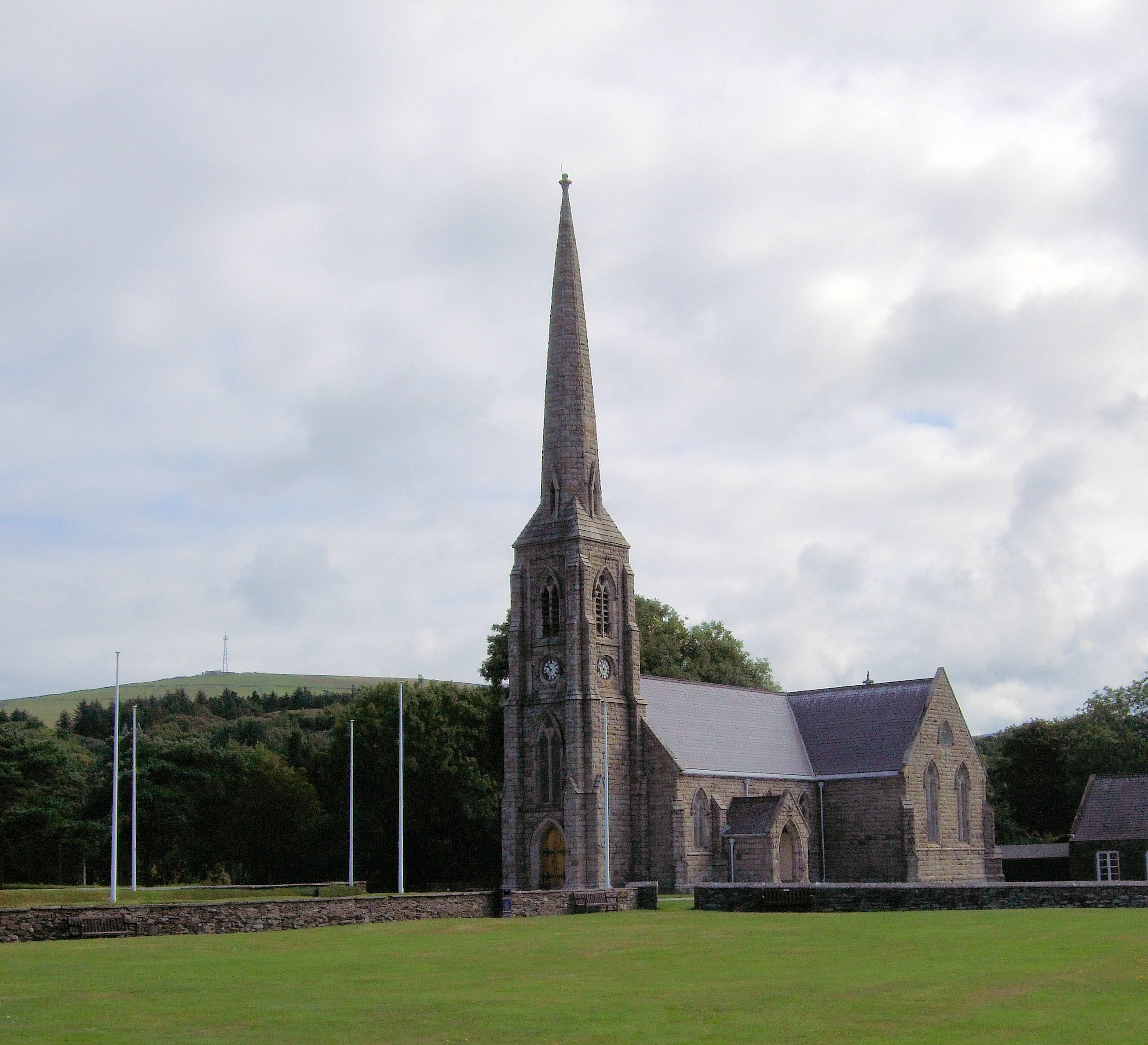
L'église Saint-Jean, qui a donné son nom au bourg.

Le village de Saint John's (mannois Balley Keeill Eoin) est un bourg de la paroisse de German, situé sur la voie Douglas-Peel, dans l'intérieur de l'île de Man. La colline du Tynwald, lieu d'assemblée du parlement mannois, le Tynwald, est le cadre de la cérémonie de promulgation des lois de l'île, au cours de laquelle les nouvelles lois sont lues à la foule simultanément en anglais et en mannois tous les 5 juillet, à l'occasion du Tynwald Day, fête nationale de l'île de Man. Cette cérémonie attire des milliers de visiteurs qui participent ensuite à la foire du Tynwald.
L'église du village est consacrée à saint Jean, dont le bourg tire son nom. À l'intérieur de l'église, des sièges sont réservés, par des plaques nominatives, aux membres des deux chambres du parlement mannois, alors que dans une salle annexe se tient une exposition permanente consacrée à l'histoire du Tynwald. Le village est dominé par le Slieau Whallian, une colline située au sud. Le parc national du Tynwald, connu sous le nom d'Arboretum, se trouve au nord du village.
À l'opposé de l'église se trouve le site de l'ancienne fourrière où l'on détenait les animaux errants jusqu'à ce qu'ils soient réclamés. À défaut, ils devenaient la propriété du seigneur de Man après un an et un jour. La taxe payable était alors répartie de façon égale entre le seigneur et la fourrière. Au même endroit, se dresse un site funéraire formé de larges dalles et daté de 2300 av. J.-C.
Depuis 2003, les bâtiments de l'ancienne école de Saint John's sont occupés par la Bunscoill Gaelgagh (une école primaire en langue mannoise).